# Аднан Мравац
Аднан Мравац (Бања Лука, 10. април 1982) босанскохерцеговачки је фудбалер који тренутно наступа за фудбалски клуб Мансдорф. Натупао је за омладинску и сениорску репрезентацију Босне и Херцеговине. Висок је 191 центиметар и игра на позицији одбрамбеног играча.

## Клупска каријера
Аднан Мравац је фудбалску каријеру почео у Јединству из Бихаћа. 2009. године прешао је из аустријског Матерсбурга у белгијски Вестерло за који је дебитовао 12. септембра 2009. године. У јуну 2011. године враћа се у аустријски Матерсбург и потписује уговор на три године. Тренутно игра за аустријски фудбалски клуб Мансдорф.

## Репрезентација
Аднан Мравац је за босанскохерцеговачку репрезентацију дебитовао 15. октобра 2008. године против репрезентације Јерменије у победи од 4–1 у Зеници. Последњу утакмицу за репрезентацију одиграо је 10. августа 2011. године против Грчке.

### Наступи за репрезентацију
Ажурирано: 27. новембра 2017. године
| Репрезентација      | Година | Наступи | Голови |
| ------------------- | ------ | ------- | ------ |
| Босна и Херцеговина |        |         |        |
| 2008.               | 2      | 0       |        |
| 2009.               | 3      | 0       |        |
| 2010.               | 5      | 0       |        |
| 2011.               | 3      | 0       |        |
| Укупно              | Укупно | 13      | 0      |